# Olympische Winterspiele 1932/Teilnehmer (Belgien)
| Gelbes Symbol für Goldmedaillen mit stilisierten Olympischen Ringen | Graues Symbol für Silbermedaillen mit stilisierten Olympischen Ringen | Braundes Symbol für Bronzemedaillen mit stilisierten Olympischen Ringen |
| ------------------------------------------------------------------- | --------------------------------------------------------------------- | ----------------------------------------------------------------------- |
| —                                                                   | —                                                                     | —                                                                       |

Belgien nahm an den Olympischen Winterspielen 1932 in Lake Placid mit einer Delegation von fünf Athleten in zwei Sportarten teil. Max Houben nahm zum zweiten Mal nach 1928 an den Olympischen Spielen teil. Die fünf Athleten konnten keine Medaille erreichen.

## Teilnehmer nach Sportarten

### Eiskunstlauf(1)
- Yvonne de Ligne
Damen (Platz 6)

### Bobsport(4)
Zweierbob I (Platz 9)
- Max Houben
- Louis Van Hege

Zweierbob II (Platz 10)
- Christian Hansez
- Jacques Maus